# Elisa Gabrielli

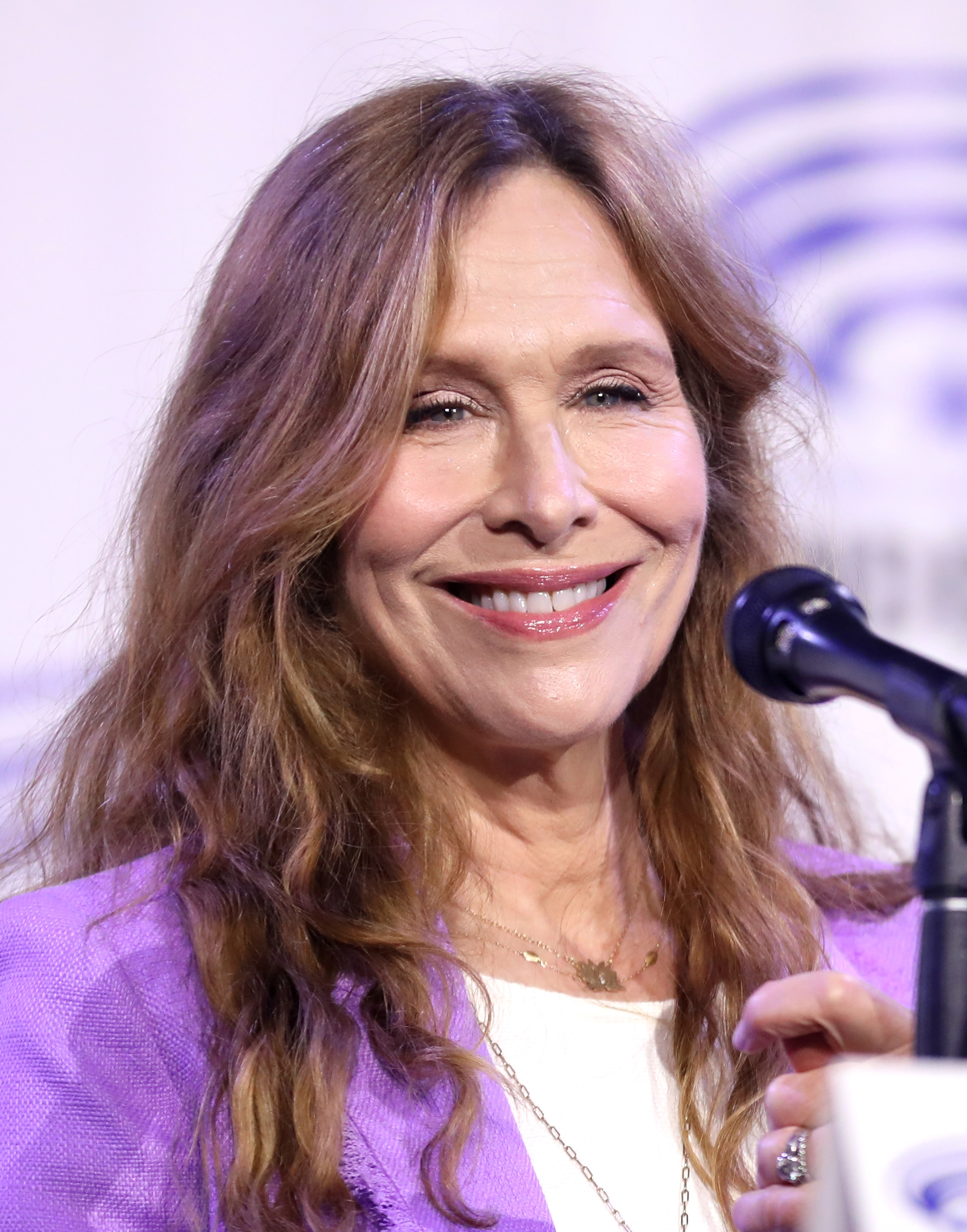
Elisa Gabrielli (2024)

Elisa Pensler Gabrielli (* 3. Juli 1959 als Elisa Ann Pensler) ist eine US-amerikanische Schauspielerin und Synchronsprecherin.

## Leben
Elisa Gabrielli startete ihre berufliche Laufbahn mit der Mirror Repertory Company am Broadway in New York und hat in Kinofilmen sowie Fernsehserien mitgespielt. Darüber hinaus ist sie als Synchronsprecherin tätig.
Sie ist mit dem Schauspieler Floyd van Buskirk verheiratet und lebt in Los Angeles.

## Filmografie (Auswahl)
- 1989: Alien Terror (Alien Space Avenger)
- 1993: Eden (Fernsehserie, eine Folge)
- 1993: The Waiter (Kurzfilm)
- 1994: Babylon 5 (Fernsehserie, eine Folge)
- 1994: Die nackte Kanone 33⅓ (Naked Gun 33⅓: The Final Insult)
- 1995: Die Brady Family (The Brady Bunch Movie)
- 1999: 7 Girlfriends (Seven Girlfriends)
- 2000: Etheria (Fernsehserie, eine Folge)

## Synchronisation (Auswahl)
- 2005: Madagascar
- 2008: Madagascar 2
- 2008: Jagdfieber 2 (Open Season 2)
- 2008: Beverly Hills Chihuahua
- 2009–2020: South Park (Fernsehserie, 17 Folgen)
- 2011: Der Mohnblumenberg (Kokuriko-zaka kara)
- 2021: Luca